# Sose halunk meg
Sose halunk meg é um filme de drama húngaro de 1993 dirigido e escrito por Róbert Koltai. Foi selecionado como representante da Hungria à edição do Oscar 1994, organizada pela Academia de Artes e Ciências Cinematográficas.

## Elenco
- Róbert Koltai - Gyula
- Mihály Szabados - Imi
- Gábor Máté - Imre
- Tamás Jordán - Vigéc
- Kathleen Gati - Nusi
- Andor Lukáts - Pap
- György Hunyadkürthy - Pucus
- Péter Blaskó - Apa
- Flóra Kádár